# کیدن برایتویت
کیدن برایتویت (انگلیسی: Kaden Braithwaite؛ زادهٔ ۸ فوریهٔ ۲۰۰۸) بازیکن فوتبال اهل بریتانیا است.
وی همچنین در تیم‌های ملی فوتبال زیر ۱۵ سال انگلستان، زیر ۱۶ سال انگلستان، و زیر ۱۷ سال انگلستان بازی کرده است.